# Chitose Hajime

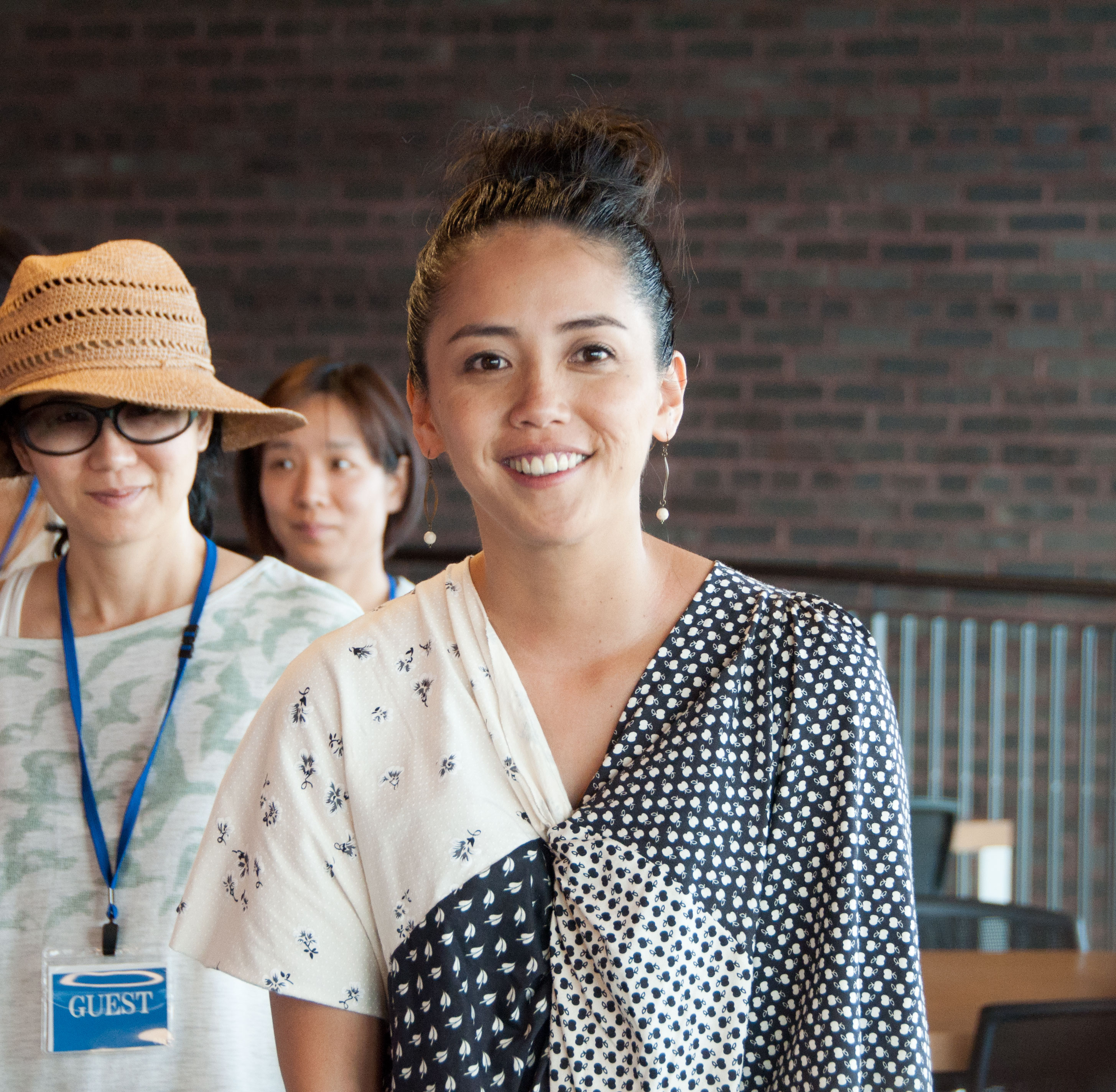
Chitose Hajime (2011)

Chitose Hajime (japanisch 元 ちとせ Hajime Chitose; * 5. Januar 1979 in Setouchi auf Amami-Ōshima in der Präfektur Kagoshima) ist eine japanische Folksängerin. Ihre Musik verbindet Elemente des Shima-uta ihrer Heimat und der internationalen Popmusik.

## Leben
Als Oberschülerin gewann Hajime einen Volkslied-Wettbewerb in ihrer Heimat. Nachdem sie ihre Berufstätigkeit als Kosmetikerin wegen einer Allergie beenden musste, begann sie 2001 ihre Sängerinnenkarriere zunächst in der japanischen Independent-Szene. 2002 gelang ihr der Durchbruch mit der Single Wadatsumi no ki (Der Baum des Watatsumi). Im selben Jahr erschien ihr erstes Album Hainumikaze.

## Diskografie

### Studioalben
| Jahr | Titel                                  | Höchstplatzierung, Gesamtwochen, AuszeichnungChartsChartplatzierungen (Jahr, Titel, Platzierungen, Wochen, Auszeichnungen, Anmerkungen) | Anmerkungen                             |
| Jahr | Titel                                  | JP | Anmerkungen                             |
| ---- | -------------------------------------- | --- | --------------------------------------- |
| 1995 | Higya Merabe (ひぎゃ女童)              | — | Erstveröffentlichung: 1. April 1995     |
| 1996 | Shima, Kyora, Umui (故郷・美ら・思い)  | — | Erstveröffentlichung: 1. November 1996  |
| 2001 | Kotonoha (コトノハ)                    | JP37 (15 Wo.)JP | Erstveröffentlichung: 1. August 2001    |
| 2001 | Hajime Chitose                         | JP43 (14 Wo.)JP | Erstveröffentlichung: 1. Dezember 2001  |
| 2002 | Hainumikaze (ハイヌミカゼ)             | JP1 ×2Doppelplatin · (58 Wo.)JP | Erstveröffentlichung: 10. Juli 2002     |
| 2003 | Nomad Soul (ノマド・ソウル)            | JP1 Platin · (15 Wo.)JP | Erstveröffentlichung: 3. September 2003 |
| 2004 | Fuyu no Hainumikaze (冬のハイヌミカゼ) | JP35 (5 Wo.)JP | Erstveröffentlichung: 4. August 2004    |
| 2006 | Hanadairo (ハナダイロ)                 | JP4 (11 Wo.)JP | Erstveröffentlichung: 10. Mai 2006      |
| 2008 | Cassini (カッシーニ)                   | JP15 (8 Wo.)JP | Erstveröffentlichung: 16. Juli 2008     |
| 2010 | Orient                                 | JP38 (5 Wo.)JP | Erstveröffentlichung: 4. August 2010    |
| 2010 | Occident                               | JP100 (2 Wo.)JP | Erstveröffentlichung: 4. August 2010    |
| 2012 | Kataritsugu Koto 語り継ぐこと          | JP41 (6 Wo.)JP | Erstveröffentlichung: 24. Oktober 2012  |
| 2015 | 平和元年 The First Year of Peace       | JP125 (5 Wo.)JP | Erstveröffentlichung: 22. Juli 2015     |
| 2018 | 元唄～元ちとせ 奄美シマ唄集～          | JP192 (1 Wo.)JP | Erstveröffentlichung: 14. November 2018 |
| 2021 | トコトワ ～奄美セレクションアルバム～  | JP138 (1 Wo.)JP | Erstveröffentlichung: 4. August 2021    |
| 2022 | 虹の麓 Foothills of the Rainbow        | JP109 (2 Wo.)JP | Erstveröffentlichung: 6. Juli 2022      |

### Singles
| Jahr | Titel Album                                                                            | Höchstplatzierung, Gesamtwochen, AuszeichnungChartsChartplatzierungen (Jahr, Titel, Album, Platzierungen, Wochen, Auszeichnungen, Anmerkungen) | Anmerkungen                             |
| Jahr | Titel Album                                                                            | JP | Anmerkungen                             |
| ---- | -------------------------------------------------------------------------------------- | --- | --------------------------------------- |
| 2002 | Wadatsumi no Ki (ワダツミの木) –                                                       | JP1 ×2Doppelplatin + Gold (Digital) · (37 Wo.)JP                                                                                               | Erstveröffentlichung: 6. Februar 2002   |
| 2002 | Kimi wo Omofu (君ヲ想フ) –                                                             | JP6 Gold · (8 Wo.)JP | Erstveröffentlichung: 22. Mai 2002      |
| 2002 | Kono Machi (この街) –                                                                  | JP7 (20 Wo.)JP | Erstveröffentlichung: 7. November 2002  |
| 2003 | Sen no Yoru to Sen no Hiru (千の夜と千の昼) –                                          | JP8 Gold · (8 Wo.)JP | Erstveröffentlichung: 13. August 2003   |
| 2004 | Itsuka Kaze ni Naru Hi (いつか風になる日) –                                            | JP6 Gold · (11 Wo.)JP | Erstveröffentlichung: 7. Juli 2004      |
| 2005 | Kataritsugu Koto (語り継ぐこと) –                                                      | JP12 Gold (Digital) · (10 Wo.)JP | Erstveröffentlichung: 23. November 2005 |
| 2006 | Haru no Katami (春のかたみ) –                                                          | JP26 (7 Wo.)JP | Erstveröffentlichung: 8. März 2006      |
| 2006 | Ao no Requiem (青のレクイエム) –                                                       | JP48 (6 Wo.)JP | Erstveröffentlichung: 3. Mai 2006       |
| 2007 | Anata ga Koko ni Ite Hoshii / Miyori no Mori (あなたがここにいてほしい / ミヨリの森) – | JP33 (6 Wo.)JP | Erstveröffentlichung: 22. August 2007   |
| 2008 | Hotaru boshi (蛍星) –                                                                  | JP53 (3 Wo.)JP | Erstveröffentlichung: 2. Juli 2008      |
| 2011 | 永遠の調べ Eternal Examination –                                                       | JP173 (1 Wo.)JP | Erstveröffentlichung: 31. August 2011   |

### Videoalben
| Jahr | Titel | Höchstplatzierung, Gesamtwochen, AuszeichnungChartsChartplatzierungen (Jahr, Titel, Platzierungen, Wochen, Auszeichnungen, Anmerkungen) | Anmerkungen                          |
| Jahr | Titel | JP | Anmerkungen                          |
| ---- | --- | --- | ------------------------------------ |
| 2004 | Music Film Hajime Chitose Live – „Fuyu no Hainumikaze“ (ミュージック・フィルム 元ちとせライヴ「冬のハイヌミカゼ」) | — | Erstveröffentlichung: 4. August 2004 |